# Crystal Warriors
Crystal Warriors (ènglisch; ursprünglich Ariel: Crystal Densetsu) ist ein Strategie-Rollenspiel, welches von Sega entwickelt und 1991 in Japan für den Sega Game Gear veröffentlicht wurde. 1992 erschien eine englische Version in den USA. Es war das erste Strategiespiel, das für den Game Gear veröffentlicht wurde.
Das Spiel orientiert sich spielerisch stark an Fire Emblem, das heißt, man steuert eine Gruppe aus mehreren Helden durch eine Reihe von rundenbasierten Kämpfen, die in einer Top-Down Grafik dargestellt werden. Die Spielgeschichte wird dabei in den immer identischen Ausrüstungs- und Anwerbepausen zwischen den Kämpfen in Form von Stadtgesprächen erzählt, größere Interaktion mit der Umgebung existiert in diesem Spiel nicht.
In den Kämpfen steuert man bis zu neun frei wählbare Helden aus der verfügbaren Menge, die man rundenweise über eine in quadratische Felder gegliederte Karte steuert. Es gibt in diesem Spiel keine feste Rundenabfolge, jede Figur kann also  unabhängig bewegt werden. Konfrontationen werden in der Form Angriff/Gegenangriff in einer Seitenansicht dargestellt. Dabei kommt ein einfaches Schere-Stein-Papier zum Einsatz, welches in diesem Spiel durch die vier Elemente dargestellt wird, die den einzelnen Heldenklassen zugeordnet sind. Dabei haben bestimmte Elemente Vor- und Nachteile gegenüber den anderen. Gegnerische Figuren werden teilweise mit einer Vorform der Nebel des Krieges dargestellt, welche ihre Fähigkeiten und Klasse verbirgt. Eine weitere Besonderheit sind neutrale Tiere, die nach ihrer Niederlage als gezähmt gelten, und von dem Charakter im Kampf eingesetzt werden können. Stirbt ein Charakter in diesem Spiel, ist sein Tod endgültig.
Eine Neuerung für die Zeit war der Zweispielermodus, den dieses Spiel bot. Mit ihm ließen sich zwei Game Gear über ein Link-Kabel verbinden, und ein Spiel von zwei Heldengruppen von neun Figuren aus einem vordefinierten Heldenpool gegeneinander spielen.
Das Spiel ist zudem seit Juni 2013 als Download für den Nintendo 3DS erhältlich.